# 바호 엘 미스모 시엘로
《바호 엘 미스모 시엘로》(스페인어: Bajo el mismo cielo)는 2015년 방영된 미국의 텔레노벨라이다.